# 阿卜杜勒·哈克
阿卜杜勒·哈克（普什圖語：‎，1958年4月23日—2001年10月26日）是一名阿富汗聖戰者指挥官，曾在1980年代与受到苏联支持的阿富汗人民民主黨（即阿富汗事实上的政府）作战。2001年10月，他在九一一袭击事件发生后，试图在阿富汗發動反对塔利班的起义时被塔利班杀害。